# Massacro di Nyarubuye
Il massacro di Nyarubuye è il nome dato all'uccisione di circa 20.000 civili tra il 15 e il 16 aprile 1994 presso la Chiesa cattolica romana di Nyarubuye nella Provincia di Kibungo, 140 km a est della capitale ruandese Kigali. Le vittime furono tutsi e hutu moderati che avevano cercato rifugio nella chiesa. Uomini, donne e bambini vennero uccisi indiscriminatamente mediante l'utilizzo di lance, machete, bombe a mano e armi automatiche.
Il massacro fu parte del genocidio del Ruanda avvenuto tra aprile e giugno 1994 in cui si stima morirono tra 800.000 e 1.000.000 di persone.
Il 3 dicembre 2003 un tribunale ruandese di Rukira, Kibungo ha riconosciuto 18 persone colpevoli di crimini di genocidio. Gitera Rwamuhizi, leader del gruppo responsabile del genocidio è stato inizialmente condannato al carcere a vita, pena successivamente ridotta a 25 anni di carcere. Gli altri componenti sono stati condannati a pene che vanno dai 7 a 16 anni di carcere.